# آپی (کوه)
آپی (به لاتین: Api) یک کوه در نپال است که در Darchula District واقع شده‌است. آپی ۷٬۱۳۲ متر بالاتر از سطح دریا واقع شده‌است.